# 生活大爆炸 (第十一季)
《生活大爆炸》（第十一季）是哥伦比亚广播公司發行的美国情景喜剧，於2017年9月25日星期一首播，至2018年5月10日星期四完結，共有24集。在2017年11月2日第六集起，本季緊接《CBS周四足球夜》的結束，改回到之前的星期四時段。
在2017年3月，CBS宣布《生活大爆炸》續訂兩季，其將續播至2018-19年度，總共十二季。

## 概述
潘妮和里安納感情依然平穩，他們在結婚多年後開始思考對未來的計劃。伯納黛特和侯活的第二胎兒子尼爾也出生了，他們必須在家庭和工作之間取得平衡。薛爾登和艾米在本季的最後舉行婚禮，他們更想出一個突破性的科學理論。雷傑開始嘗試獨立自主的生活，他也繼續保持單身生活。斯圖爾特在漫畫書店變得受歡迎後，聘請了一位名叫丹妮絲的助理經理。

## 角色
| - 约翰尼·盖尔克奇 飾演 里安納·荷夫斯特博士 - 吉姆·帕森斯 飾演 薛爾登·高栢博士 - 凯莉·库柯 飾演 潘妮 - 西蒙·黑尔贝格 飾演 霍华德·沃洛维兹 - 昆瑙·纳亚尔 飾演 雷傑·高化波里博士 - 马伊姆·拜力克 飾演 艾米·法拉·福勒博士 - 梅丽莎·劳奇 飾演 伯納黛特·羅斯坦考斯基博士 - 凱文·薩斯曼 飾演 斯圖爾特·布魯姆 - 艾拉·弗拉托 飾演 他自己 - 比尔·盖茨 飾演 他自己 - 尼爾·蓋曼 飾演 他自己 - 馬克·漢米爾 飾演 他自己 | - 蘿莉·麥凱佛 飾演 瑪麗·高栢 - 克莉絲汀·巴倫絲基 飾演 貝弗利·荷夫斯特博士 - 史蒂芬·霍金 飾演 他自己 - 蕾吉娜·金 飾演 珍妮·戴維斯 - 布賴恩·波森 飾演 伯特·基布勒博士 - 威尔·惠顿 飾演 他自己 - 鮑勃·紐哈特 飾演 阿瑟·杰弗里斯博士/質子教授 - 約翰·羅斯·博維 飾演 巴里·克里普克博士 - 狄恩·諾里斯 飾演 李察·威廉士上校 - 布萊恩·托馬斯·史密斯 飾演 扎克·約翰遜 - 布萊恩·喬治 飾演 V.M.高化波里博士 - 帕梅拉·阿德龙 飾演 哈雷·和路威茲（聲音） - 約書亞·馬利納 飾演 西伯特校長 - 勞倫·拉普庫斯 飾演 丹妮絲 | - 里奇·林德霍姆 飾演 雷蒙娜·諾維茨基博士 - 斯瓦蒂·卡皮拉 飾演 魯奇 - 贝丝·贝尔斯 飾演 內爾 - 華頓·哥金斯 飾演 奧利弗 - 梅根·麥高恩（Megan McGown） 飾演 辛西婭 - 彼得·迈克尼科尔 飾演 羅伯特·沃爾科特博士 - 傑瑞·奧康內爾 飾演 小喬治·高栢 - 考特尼·亨格勒 飾演 米西·高栢 - 泰勒 飾演 拉里·福勒 - 凱西·貝茲 飾演 福勒夫人 |

## 剧集
| 總集數 | 集數 （季） | 標題                                        | 導演          | 編劇 | 首播日期       | 製作 代碼 | 美國收視人數 （百萬） |
| --- | ----------- | ------------------------------------------- | ------------- | --- | -------------- | --------- | --------------------- |
| 232 | 1           | 求婚的提案 The Proposal Proposal            | 马克·森卓斯基 | 故事：查克·洛尔、埃里克·卡普兰、傑里米·豪（Jeremy Howe） 劇本：史蒂夫·霍蘭德、瑪麗亞·法拉利（Maria Ferrari） 塔拉·埃爾南德斯（Tara Hernandez） | 2017年9月25日  | T12.15601 | 17.65                 |
| 延續上一季的結尾，艾米熱情地接受了薛爾登的求婚。然而，當晚與艾米的同事共進晚餐時，薛爾登很生氣，因為艾米的同事們對她的工作印象比對他的印象更深刻。在史蒂芬·霍金教授的幫助下，薛爾登後來意識到他不會永遠成為婚姻中的焦點。艾米結束了行程後來到加州理工學院，她發現雷蒙娜·諾維茨基博士坐在對面，她馬上擁抱雷蒙娜並感謝她促成了薛爾登的求婚。與此同時，伯納黛特震驚地發現自己又懷孕了。伯納黛特和霍華德對誕下第一個孩子後，這麼快就生下一個孩子的想法並不感到興奮。他們試圖說服里安納和潘妮也生一個孩子，但毫無疑問地遭到拒絕。 標題出處: 薛爾登對艾米的求婚提案。 |             |                                             |               | |                |           |                       |
| 233 | 2           | 撤回聲明的反應 The Retraction Reaction      | 馬克·森卓斯基 | 故事：史蒂文·莫拉羅、史蒂夫·霍蘭德、瑪麗亞·法拉利 劇本：戴夫·格奇（Dave Goetsch）、艾力·卡普蘭 安東尼·德爾·布羅科洛（Anthony Del Broccolo）    | 2017年10月2日  | T12.15602 | 14.06                 |
| 里安納在全国公共广播电台接受採訪時承認物理研究可能正處於死胡同。大學高層非常憤怒，里安納試圖想出撤回的理由，薛爾登則認為他說的可能是對的而沮喪。潘妮讓霍華德和雷傑過來幫助兩人，但結果是四人一同沮喪。和潘妮一起喝醉後，男孩們來到理查德·費曼的墳墓前，意識到只要他們相信物理學，就永遠都有希望。里安納不小心向人力資源部發送了一封醉酒時打的電子郵件，這讓戴維斯夫人感到困惑。與此同時，艾米和伯納黛特同意對彼此事業上的成功保持沉默，以免讓薛爾登和霍華德感到沮喪。在互相吹噓的同時，她們最終爭論她們中哪個的領域更好。 標題出處: 里安納寫下公共廣播的撤回聲明時的消沉。 |             |                                             |               | |                |           |                       |
| 234 | 3           | 放鬆的一體化 The Relaxation Integration     | 馬克·森卓斯基 | 故事：查克·洛爾、史蒂夫·霍蘭德、亞當·法伯曼（Adam Faberman） 劇本：瑪麗亞·法拉利、安迪·戈登、塔拉·埃爾南德斯                                   | 2017年10月9日  | T12.15603 | 13.13                 |
| 薛爾登無法決定完美的婚禮日期，於是開始在睡夢中說話，扮演一個隨波逐流的悠閒角色。艾米認為可能是安排婚禮的壓力太大，才導致薛爾登在夢中出現另一種性格。艾米和潘妮相信薛爾登的潛意識正試圖告訴他要放鬆一些；他嘗試穿著人字拖外出閒逛，但結果卻弄得自己一團糟。薛爾登最終決定把所有的婚禮策劃都交給艾米。與此同時，伯納黛特為了維持自己在公司裡的形象，她打算請新來的女同事魯奇去酒吧聚會。雷傑和斯圖爾特都對魯奇產生了興趣。雷傑和斯圖爾特在酒吧假裝偶遇她們，雖然魯奇喜歡他們兩個作為朋友，但她不想與任何人建立關係。 標題出處: 薛爾登試圖接受他性格中放鬆的一面。 |             |                                             |               | |                |           |                       |
| 235 | 4           | 爆炸的內爆 The Explosion Implosion          | 馬克·森卓斯基 | 故事：比爾·普拉迪、瑪麗亞·法拉利、塔拉·埃爾南德斯 劇本：史提夫·霍蘭德、艾力·卡普蘭、傑里米·豪                                                  | 2017年10月16日 | T12.15604 | 13.07                 |
| 霍華德和伯納黛特得知他們的第二個孩子將是個男孩，這讓霍華德懷疑自己能否成為一個好父親。他和薛爾登去沙漠試射了一枚模型火箭，但其爆炸了，讓他更加懷疑自己的能力。在回家的路上，霍華德很好地指導薛爾登開車送他們回家，薛爾登告訴他他會成為兒子的好導師。里安納的母親貝弗利開始以朋友和知己的身份與潘妮交談，這讓里安納感到不安，尤其是當他得知貝弗利為潘妮感到驕傲時，因為她從未對里安納本人給予過這樣的表揚。當里安納質問貝弗利時，她說在她所有孩子的配偶中，潘妮是她印象最深刻的一個。為此，貝弗利確實為他感到驕傲，里安納聽到後很感動。 標題出處: 薛爾登和霍華德的模型火箭的命運。 |             |                                             |               | |                |           |                       |
| 236 | 5           | 合作的污染 The Collaboration Contamination  | 妮基·洛爾     | 故事：史蒂文·莫拉羅、史提夫·霍蘭德、艾力·卡普蘭 劇本：戴夫·格奇、瑪麗亞·法拉利、傑里米·豪                                                      | 2017年10月23日 | T12.15605 | 13.20                 |
| 艾米和霍華德開始合作開展神經假肢項目，這讓薛爾登和雷傑感到沮喪，他們覺得艾米和霍華德沒有花太多時間在他們身上。薛爾登和雷傑去和路威茲家向伯納黛特尋求安慰，伯納黛特感到厭煩，便誘騙薛爾登做霍華德的家務，說會讓霍華德回來後感到後悔莫及。即使雷傑戳破了伯納黛特的謊言，薛爾登也停不下來，因為他不把家務做完就不舒服。潘妮成功採用了伯納黛特的一本育兒書籍中推薦的方法來對付薛爾登，但里安納認為她對薛爾登太溺愛了。薛爾登和雷傑最後通過互相陪伴解決了想念艾米和霍華德的問題。 標題出處: 艾米和霍華德的合作污染了薛爾登和雷傑的情緒。 |             |                                             |               | |                |           |                       |
| 237 | 6           | 質子的再生 The Proton Regeneration          | 馬克·森卓斯基 | 故事：史蒂文·莫拉羅、戴夫·格奇、亞歷克斯·揚克斯（Alex Yonks） 劇本：史提夫·霍蘭德、安迪·戈登、傑里米·豪                                        | 2017年11月2日  | T12.15606 | 14.14                 |
| 薛爾登最喜歡的童年節目《質子教授》正在準備重啟，節目組正在尋找新的質子博士飾演者。薛爾登為了成為新的質子博士，他穿著質子博士的實驗袍拍了一段自導自演的試鏡片段。在試鏡失敗後，薛爾登向威爾·惠頓尋求第二次試鏡的表演技巧。然而，最終當威爾被任命為質子博士時，薛爾登感到非常沮喪。在夢中與阿瑟交談時，看到自己的偶像被取代，他仍然很難過，並再次將威爾視為敵人。與此同時，霍華德接受了輸精管結紮術需要休息，而伯納黛特則因醫生建議而臥床休息。潘妮提議為他們照顧哈雷，但他們侮辱她本身不負責任，不可能照顧好嬰兒。結果哈雷突然說出了她的第一句話，稱潘妮為“媽媽”。 標題出處: 《質子教授》系列宣布重啟。 |             |                                             |               | |                |           |                       |
| 238 | 7           | 地質學的方法論 The Geology Methodology      | 馬克·森卓斯基 | 故事：史提夫·霍蘭德、安東尼·德爾·布羅科洛、亞當·法伯曼 劇本：艾力·卡普蘭、瑪麗亞·法拉利、塔拉·埃爾南德斯                                       | 2017年11月9日  | T12.15607 | 13.80                 |
| 伯特邀請薛爾登加入一個與暗物质有關的地質研究項目。因為薛爾登一貫鄙視地質學，他并不意外地拒絕了伯特的邀請。然而薛爾登隨後獨自一人來到伯特的辦公室，暗中表示同意加入研究項目，因為他不好意思被別人知道他正在研究岩石。但後來因艾米的到來，伯特發現了事情的真相並結束了他與薛爾登的合作關係。與艾米交談過後，薛爾登去與伯特道歉，卻發現里安納已經取代了他的位置。與此同時，雷傑再次遇到魯奇並和她一起出去聚會，但她告訴雷傑她不相信浪漫的愛情。在霍華德和伯納黛特告訴雷傑他可以只和魯奇發生性關係後，雷傑表示他會隨意地發展這段關係。 標題出處: 薛爾登和伯特一起從事地質工作。 |             |                                             |               | |                |           |                       |
| 239 | 8           | 特斯拉的厭惡 The Tesla Recoil               | 安東尼·里奇   | 故事：查克·洛爾、艾力·卡普蘭、塔拉·埃爾南德斯 劇本：史提夫·霍蘭德、瑪麗亞·法拉利、傑里米·豪                                                    | 2017年11月16日 | T12.15608 | 13.44                 |
| 得知薛爾登再次背著他們與軍方合作後，里安納和霍華德說薛爾登就像托马斯·爱迪生一樣，把別人的想法歸功於自己，而他們則更像尼古拉·特斯拉。里安納和霍華德請來巴里·克里普克幫助創造一個比薛爾登更好的想法，但克里普克卻自己去了找軍方，將他們三個人都排除在外。與此同時，伯納黛特擔心魯奇在她休產假期間會試圖竊取她的工作項目，並讓雷傑監視她。儘管雷傑找到了魯奇可能從伯納黛特竊取項目的證據，但雷傑作為男朋友試圖為魯奇辯護並指出伯納黛特的虛偽，因為她很可能也會從其他人的手中竊取項目。魯奇對此很不高興，並立即甩掉了雷傑。 標題出處: 男孩們對特斯拉和愛迪生的討論。 |             |                                             |               | |                |           |                       |
| 240 | 9           | 比特幣的糾纏 The Bitcoin Entanglement       | 馬克·森卓斯基 | 故事：史提夫·霍蘭德、安迪·哥頓、傑里米·豪 劇本：戴夫·格奇、瑪麗亞·法拉利、安東尼·德爾·布羅科洛                                                 | 2017年11月30日 | T12.15609 | 13.84                 |
| 在2010年，里安納、霍華德和雷傑挖了大量比特币，現在價值數千美元，但由於薛爾登擔心稅收影響，因此他被排除在外。閃回畫面顯示了比特幣是如何最終出現在里安納的一台舊筆記本電腦上的。里安納在芝士蛋糕工廠與霍華德、雷傑和薛爾登共進晚餐時允許潘妮使用他的筆記本電腦，而潘妮在她和里安納分手後把電腦送給了她的前男友扎克（儘管最初認為比特幣在霍華德的筆記本電腦上）。回來2017年，里安納和潘妮從扎克手中取回電腦，扎克首先向他們展示了一條醉酒的潘妮為與里安納分手而道歉的影片；當偷聽的薛爾登問她為什麼和里安納約會時，她說那是因為里安納是個好人；她還說相信他們有一天會結婚，但她還沒有準備好；里安納被這條片感動到了。然而最後在筆記本電腦上找不到比特幣；薛爾登解釋說他把比特幣移到里安納鑰匙鏈上的闪存盘上是為了給他們一個教訓，但里安納透露他多年前已經丟失了鑰匙鏈，這讓薛爾登對自己的錯誤感到尷尬。最後一次的閃回畫面回到2013年，斯圖爾特發現了里安納的隨身碟，他決定將其格式化並以10美元的價格出售。 注意: 這一集使用卡羅爾·安·蘇西封存的錄音作為尚未去世的霍華德的母親出現。 標題出處: 男孩們試圖找到他們昔日挖出的比特幣。 |             |                                             |               | |                |           |                       |
| 241 | 10          | 信心的削弱 The Confidence Erosion           | 馬克·森卓斯基 | 故事：比爾·皮禮迪、瑪麗亞·法拉利、亞當·法伯曼 劇本：史提夫·霍蘭德、艾力·卡普蘭、塔拉·埃爾南德斯                                                | 2017年12月7日  | T12.15610 | 14.41                 |
| 當雷傑失去在天文館工作的機會時，他的父親說他沒有信心，因為霍華德總是取笑他。雷傑疏遠了霍華德，並在後來得到了這份工作。霍華德為此感到受傷（即使在向雷傑之後），並試圖在他在天文館的第一次演出後與他和好，但當他看到雷傑有約會的機會時，霍華德沒有和他說話就離開了，認為沒有他雷傑的生活會更好。與此同時，薛爾登和艾米試圖隨機分配婚禮任務，但他們一直在爭吵。他們唯一能一起同意的就是結婚，所以他們決定直接在市政廳結婚。然而，薛爾登決定他想和他的新婚妻子在婚禮上跳第一支舞，因此他們回家繼續計劃婚禮。 標題出處: 霍華德削弱了雷傑的信心。 |             |                                             |               | |                |           |                       |
| 242 | 11          | 慶祝會的回響 The Celebration Reverberation  | 馬克·森卓斯基 | 故事：史提夫·霍蘭德、艾力·卡普蘭 艾力克斯·艾爾斯（Alex Ayers） 劇本：戴夫·格奇、瑪麗亞·法拉利、傑里米·豪                                       | 2017年12月14日 | T12.15611 | 13.74                 |
| 霍華德和雷傑還在吵架，所以霍華德拒絕邀請雷傑參加哈雷的生日派對。然而，當斯圖爾特最後不參加派對，派對因而沒有策劃者時，雷傑同意策劃派對。由於哈雷睡著了，伯納黛特要臥床休息，更沒有其他來賓出現，因此派對的結果不太好。當霍華德和雷傑在派對的彈跳屋裡一起玩時，他們最終發洩了他們的挫敗感，並同時開心地和解了。里安納在收到他人生成功的兄弟的聖誕賀卡後感到沮喪，並試圖列出他和潘妮今年完成的事情，但並沒有列出太多。這促使里安納和潘妮思考對未來的計劃，因此他們決定在組建家庭之前一起去旅行並實現更多的生活理想。薛爾登在艾米生日時為她做了一個以《草原上的小屋》為主題的晚宴，這讓他們倆都食物中毒了。他們最終康復到可以和其他人一起參加哈雷的生日派對，並在充氣城堡裡玩得很開心，然後在霍華德和伯納黛特的房子裡做愛。 標題出處: 艾米和哈雷的生日慶祝活動。 |             |                                             |               | |                |           |                       |
| 243 | 12          | 婚姻的公制 The Matrimonial Metric           | 馬克·森卓斯基 | 故事：瑪麗亞·法拉利、塔拉·埃爾南德斯、傑里米·豪 劇本：史提夫·霍蘭德、艾力·卡普蘭、安迪·哥頓                                                    | 2018年1月4日   | T12.15612 | 16.16                 |
| 薛爾登和艾米很努力地從他們的朋友中選擇出一個伴郎和伴娘。他們決定秘密地對大夥們進行測試和評分，讓每個人都可以公平地獲得成為伴郎和伴娘的機會。大夥們最終發現了他們的計謀，除了伯納黛特和斯圖爾特之外，其他人都不想參加婚禮。薛爾登本來選擇了斯圖爾特作為伴郎，但是里安納告訴薛爾登作為新郎，決定權在他一個人身上，薛爾登最後選擇了里安納作為伴郎。艾米準備給伯納黛特打電話邀請她作為伴娘，但潘妮意識到艾米是她最好的朋友，她立即推銷自己成為伴娘，艾米馬上熱情地選擇了她。 標題出處: 薛爾登和艾米為他們的朋友在婚禮中扮演的角色評分。 |             |                                             |               | |                |           |                       |
| 244 | 13          | 單獨的擺動 The Solo Oscillation             | 馬克·森卓斯基 | 故事：查克·洛爾、史提夫·霍蘭德、安東尼·德爾·布羅科洛 劇本：艾力·卡普蘭、瑪麗亞·法拉利、傑里米·豪                                               | 2018年1月11日  | T12.15613 | 15.93                 |
| 里安納、霍華德、雷傑和艾米在各自的領域上取得如此多的成就，迫使薛爾登不得不承認他沒有什麼重要的項目可以研究。薛爾登讓艾米離開公寓幾天，這樣他就可以集中精力，但他仍無法想出任何想法，並不斷打電話給母親分散注意力。里安納和艾米很開心地重現了他們小時候的實驗，這讓潘妮感到無聊，所以她和薛爾登一起吃飯，而薛爾登則仍在思考他的科學研究。潘妮幫助薛爾登意識到他對暗物質的研究是他研究弦理論的“備胎”，薛爾登承認他也很清楚這一點。但隨後向潘妮解釋弦理論的過程中啟發了薛爾登，幫助他發現了該領域的潛在突破。與此同時，霍華德忙於與家人在一起，無法與雷傑一起營運樂隊，因此雷傑帶來了伯特加入。但是，當霍華德在臥床休息時寫一部以太空人為主題的音樂劇惹惱了伯納黛特，她讓他重新加入了樂隊。在演唱了伯特關於《奪寶奇兵》中巨石的原創歌曲後，三人在成人禮上並不受歡迎。 標題出處: 代表薛爾登孤立自己並弄清楚他未來的研究領域是回到弦理論、弦理論中弦的振動以及霍華德在與雷傑的樂隊和單飛之間擺動的三重關係。 |             |                                             |               | |                |           |                       |
| 245 | 14          | 分離的三角關係 The Separation Triangulation | 馬克·森卓斯基 | 故事：查克·洛爾、艾力·卡普蘭、瑪麗亞·法拉利 劇本：史蒂文·莫拉羅、史提夫·霍蘭德、塔拉·埃爾南德斯                                                | 2018年1月18日  | T12.15614 | 14.92                 |
| 雷傑在天文館的一次講座後勾搭上一位最近與丈夫分居的女人內爾。內爾的丈夫奧利華在天文館與雷傑對質，然後因婚姻結束而崩潰。在安慰了奧利華之後，雷傑與內爾交談並說服她再給丈夫一次機會。與此同時，在再次研究弦理論並在他和艾米的公寓裡工作後，薛爾登說服了不情願的里安納和潘妮，讓他在為期三天的試用期內在他的舊房間裡進行研究，並保證會絕對安靜和遠離他們。薛爾登出乎意料地遵守了這個協議，並作為一個相當不錯的客人，這讓早已習慣他無禮的里安納感到非常沮喪。在里安納發洩挫敗感之後，薛爾登重新談判了房客租賃協議，並恢復了他正常的苛刻自我，這讓里安納鬆了一口氣。 標題出處: 一個雙關語，既指雷傑、內爾和奧利華之間的三角戀，奧利華對自己與內爾的分離感到不安，也指薛爾登、里安納和潘妮之間重新形成的室友三角關係。 |             |                                             |               | |                |           |                       |
| 246 | 15          | 小說化的相關性 The Novelization Correlation | 馬克·森卓斯基 | 故事：史提夫·霍蘭德、安迪·哥頓、亞當·法伯曼 劇本：艾力·卡普蘭、瑪麗亞·法拉利、傑里米·豪                                                        | 2018年2月1日   | T12.15615 | 14.69                 |
| 薛爾登和艾米驚訝地發現威爾·惠頓的新《質子教授》節目實際上非常有趣，而且威爾還邀請霍華德作為嘉賓。在霍華德的建議下，薛爾登向威爾道歉，修復了他們的友誼，並告訴威爾他想參加節目，但威爾卻希望邀請艾米。薛爾登讓艾米去參加節目，但她說她經常不做會使他難過的事。當薛爾登意識到自己是多麼自私時，他感到震驚，尤其是當他發現男孩們也為他做同樣的事情時。薛爾登鼓勵艾米上節目以激勵女孩們追求科學，即使他很明顯的嫉妒她。與此同時，里安納寫了一本關於物理學家偵破謀殺案的小說，主角洛根·迪恩以自己為基礎，並寫下了洛根和他卑鄙的老闆伊爾莎之間的浪漫緊張關係。他讓其他人閱讀他的草稿以徵求他們的意見。伯納黛特指出伊爾莎與潘妮相似，潘妮則認為這是根據伯納黛特改編的，里安納並沒有糾正她。然而，伯納黛特將真相告訴了潘妮，讓潘妮心煩意亂，也讓她生里安納的氣。在打電話給母親征求意見後，里安納意識到母親貝弗利才是伊爾莎的原型，他馬上對浪漫情節的背景感到不安並放棄了這本書。 標題出處: 對於里安納用生活中的哪個女人作為小說中卑鄙老闆的原型的不確定性。                                                                            |             |                                             |               | |                |           |                       |
| 247 | 16          | 新生兒的命名法 The Neonatal Nomenclature    | 蓋伊·林維爾   | 故事：艾力·卡普蘭、瑪麗亞·法拉利、安東尼·德爾·布羅科洛 劇本：史提夫·霍蘭德、塔拉·埃爾南德斯、亞當·法伯曼                                       | 2018年3月1日   | T12.15616 | 13.75                 |
| 伯納黛特的預產期到了，但醫生診斷說她還需要等待一到兩週的時間才能分娩。在這段時間大夥們分工照顧伯納黛特，每天都會有一個人去陪伴她。艾米和霍華德在大學裡一起工作，其他朋友嘗試各種方法來幫助伯納黛特促進分娩，但只有薛爾登想玩一個複雜的桌上遊戲來幫助她打發時間。艾米說伯納黛特已經決定以她父親邁克爾的名字命名孩子，這讓霍華德感到震驚。霍華德不同意，而大夥們每人都建議給孩子取什麼名字。最終伯納黛特臨產並生了一個兒子，名叫尼爾，以尼尔·阿姆斯特朗、尼爾·蓋曼和尼爾·戴門的名字命名，而中間名則是邁克爾。 標題出處: 和路威茲兒子出生前的取名過程。 |             |                                             |               | |                |           |                       |
| 248 | 17          | 雅典娜俱樂部的分配 The Athenaeum Allocation | 馬克·森卓斯基 | 故事：史提夫·霍蘭德、史蒂文·莫拉羅、塔拉·埃爾南德斯 劇本：戴夫·格奇、艾力·卡普蘭、瑪麗亞·法拉利                                                | 2018年3月8日   | T12.15617 | 13.88                 |
| 薛爾登和艾米決定在5月12日舉行婚禮，而他們想選擇加州理工學院雅典娜俱樂部作為婚禮場地。在偵察該地點時，他們驚訝地看到里安納和潘妮在那裡吃飯，因為里安納曾告訴薛爾登他們的申請被拒絕了。而事實上，里安納只是想找個地方避開薛爾登。克里普克原來已在婚禮當天預訂了俱樂部作為他生日派對的場地。里安納為克里普克清理放射性污泥，以便為薛爾登取得婚禮當天的預訂名額，並為他的撒謊而道歉。克里普克最終同意改變日期，但當艾米聽說他想在婚禮上唱歌時，她建議他們改為在格里斐斯天文台結婚。與此同時，伯納黛特和霍華德不確定他們中的一個人是否應該辭掉工作留在家裡陪孩子。霍華德自告奮勇，但當他獨自與孩子們在一起時，他筋疲力盡地昏倒了，雷傑只能接手負責。當伯納黛特和潘妮共進午餐時，她意識到自己喜歡再次待在辦公室，但也同時不想離開孩子們。伯納黛特和霍華德決定在小睡後再解決這個問題。 標題出處: 雅典娜俱樂部的日期被分配給克里普克的生日而不是婚禮。 |             |                                             |               | |                |           |                       |
| 249 | 18          | 蓋茨的刺激 The Gates Excitation             | 馬克·森卓斯基 | 故事：艾力·卡普蘭、瑪麗亞·法拉利、安迪·哥頓 劇本：史提夫·霍蘭德、塔拉·埃爾南德斯、傑里米·豪                                                    | 2018年3月29日  | T12.15618 | 13.26                 |
| 男孩們對比尔·盖茨到訪潘妮的製藥公司感到興奮，然而潘妮說她不能帶他們一起去。而薛爾登則認為這是他們的愚人節惡作劇。里安納留意到潘妮的日程安排中有寫下蓋茨入住的酒店，所以他、雷傑和霍華德前一天在酒店大廳與他見面。薛爾登看到蓋茨真的來訪的證明後，男孩們兩次把他送到錯誤的酒店，作為真正的惡作劇。潘妮說里安納可以跟她去真正見到蓋茨，所以里安納假裝生病來躲避他。當潘妮讓蓋茨進行視像通話時，蓋茨認出了前一天晚上的里安納。與此同時，艾米厭倦了伯納黛特只談論她的孩子，因此伯納黛特利用她擴展了的父母大腦來學習隨機的科學知識。 標題出處: 男孩們對見到比爾·蓋茨感到興奮。 |             |                                             |               | |                |           |                       |
| 250 | 19          | 租戶的脫離 The Tenant Disassociation        | 馬克·森卓斯基 | 故事：艾力·卡普蘭、瑪麗亞·法拉利、安迪·哥頓 劇本：史提夫·霍蘭德、塔拉·埃爾南德斯、傑里米·豪                                                    | 2018年4月5日   | T12.15619 | 13.00                 |
| 在薛爾登讓一輛快餐車遠離大樓後，里安納和潘妮震驚地發現他是大樓租戶聯會的領導者和唯一成員。艾米不想被夾在中間，但暗中建議他們爭取其他租戶的支持，投票趕走薛爾登。由於沒有其他租戶支持里安納，所以艾米告訴他們薛爾登和她一起來到公寓住時從未被加入租約。薛爾登用他自己的法律技術回擊，所以艾米被迫支持里安納。艾米暗示薛爾登是里安納的正式反對派，這讓薛爾登很高興，反讓里安納懷疑自己的決定是否正確。與此同時，霍華德和雷傑在和路威茲家的熱水浴缸裡發現了一架無人機。在斯圖爾特的幫助下，雷傑將其還給了可愛的主人辛西婭並得到了她的電話號碼。不幸的是，辛西婭在無人機鏡頭上觀看了雷傑的錄影並立即關閉。 標題出處: 薛爾登離開租戶聯會。 |             |                                             |               | |                |           |                       |
| 251 | 20          | 隱居的潛力 The Reclusive Potential          | 馬克·森卓斯基 | 故事：瑪麗亞·法拉利、安東尼·德爾·布羅科洛、塔拉·埃爾南德斯 劇本：史提夫·霍蘭德、艾力·卡普蘭、亞當·法伯曼                                       | 2018年4月12日  | T12.15620 | 12.77                 |
| 薛爾登一直在寫信給隱居的科學家羅拔·沃爾科特博士，他邀請薛爾登去他渺無人煙的山間小屋拜訪他。女孩們要求里安納、雷傑和霍華德跟他一起，把這個作為他的告別單身派對，儘管薛爾登聲稱不應該這樣稱呼。沃爾科特頭腦聰明，但他奇怪的行為讓男孩們感到不安。沃爾科特告訴薛爾登，他切斷了與他人的所有聯繫，專注於科學。雖然薛爾登喜歡科學，但他決定不想像沃爾科特那樣生活，因為他有朋友和很愛艾米；然後男孩們離開以避開沃爾科特。與此同時，潘妮和伯納黛特為艾米的告別單身派對安排了一個縫衣聚會，艾米很快就覺得這很無聊。當艾米告訴她們她想要一個充滿錯誤決定的夜晚時，正如她之前暗示的那樣，她們去了一家酒吧，艾米在那裡喝了幾杯酒，十二分鐘後就昏倒了。當艾米在公寓裡醒來，宿醉而失望時，潘妮和伯納黛特撒謊並向她保證她度過了一段瘋狂的時光，包括醉酒地跳大河之舞。 標題出處: 薛爾登考慮隱居生活的科學潛力。 |             |                                             |               | |                |           |                       |
| 252 | 21          | 彗星的極化 The Comet Polarization           | 馬克·森卓斯基 | 故事：史提夫·霍蘭德、比爾·皮禮迪、艾力·卡普蘭 劇本：瑪麗亞·法拉利、安東尼·德爾·布羅科洛、塔拉·埃爾南德斯                                       | 2018年4月19日  | T12.15621 | 12.91                 |
| 在尼爾·蓋曼發布關於斯圖爾特漫畫書店的推文後，書店變得非常受歡迎，大量的人群讓薛爾登感到沮喪。斯圖爾特聘請了一位名叫丹妮絲的助理經理，她的漫畫推薦給薛爾登留下了深刻印象。艾米向丹妮絲詢問有關漫畫的知識以與薛爾登聯繫，但當艾米試圖與薛爾登討論時，他說他已經與丹妮絲談論了足夠多的漫畫。漫畫書店的受歡迎程度導致斯圖爾特無法在霍華德和伯納黛特的約會之夜照顧孩子們。霍華德和伯納黛特試圖在家裡約會一次，但斯圖爾特出現了，所以他們趕緊出去了。與此同時，當雷傑架起望遠鏡時，潘妮看到了一顆新彗星。雷傑將這一發現歸功於自己，這激怒了潘妮。里安納試圖為潘妮辯護，但對傷害雷傑的事業發展感到抱歉。潘妮親自與雷傑對質，在潘妮沒有像里安納那樣屈服之後，他同意分享功勞。 標題出處: 雷傑和潘妮對發現新彗星應該歸功於誰而爭論不休。 |             |                                             |               | |                |           |                       |
| 253 | 22          | 金錢的不足 The Monetary Insufficiency       | 妮基·洛爾     | 故事：戴夫·格奇、瑪麗亞·法拉利、塔拉·埃爾南德斯 劇本：史提夫·霍蘭德、艾力·卡普蘭、傑里米·豪                                                    | 2018年4月26日  | T12.15622 | 11.79                 |
| 薛爾登需要50億美元來證明他最新的弦理論概念，而大學負擔不起。薛爾登通過眾籌並向斯圖爾特出售一些他最有價值的漫畫書踏出了小小的一步。當雷傑提到在拉斯維加斯賭博時，薛爾登去了那裡，但在下注之前被保安發現他計算賠率。與此同時，艾米帶著潘妮和伯納黛特去買她的婚紗。艾米喜歡一款潘妮和伯納黛特都承認她們覺得醜和老式的婚紗，但潘妮向艾米保證她可以為她的婚禮做出自己的決定。然而，薛爾登回到家，很喜歡艾米穿著那件婚紗的樣子。 標題出處: 薛爾登沒有足夠的錢進行他的微型黑洞實驗。 |             |                                             |               | |                |           |                       |
| 254 | 23          | 兄弟的重新調整 The Sibling Realignment      | 馬克·森卓斯基 | 故事：史提夫·霍蘭德、艾力·卡普蘭、安東尼·德爾·布羅科洛 劇本：戴夫·格奇、瑪麗亞·法拉利、傑里米·豪                                               | 2018年5月3日   | T12.15623 | 12.93                 |
| 薛爾登的母親瑪麗拒絕參加他的婚禮，除非他邀請他很久沒聯繫的哥哥佐治。薛爾登和里安納飛往德克萨斯州與現在擁有連鎖輪胎店的佐治交談。佐治拒絕參加婚禮，並在後來向薛爾登和里安納解釋說，他們這個家庭為資助薛爾登的教育做出了很多犧牲，而在薛爾登上大學且他們的父親去世後，他一直在照顧他們的母親和妹妹米西。真正讓佐治感到受傷的是，薛爾登從來沒有為此感謝過他。里安納帶佐治回到酒店房間，薛爾登為他自己的所作所為道歉。兄弟們最終和好，佐治也同意參加婚禮。與此同時，霍華德和伯納黛特的孩子感染了结膜炎，感染了除了潘妮以外的所有人，這讓艾米非常憤怒。 標題出處: 薛爾登和他的兄弟佐治正在修補感情。 |             |                                             |               | |                |           |                       |
| 255 | 24          | 蝴蝶結的不對稱 The Bow Tie Asymmetry        | 馬克·森卓斯基 | 故事：查克·洛爾、史蒂文·莫拉羅、瑪麗亞·法拉利 劇本：史提夫·霍蘭德、艾力·卡普蘭、塔拉·埃爾南德斯                                                | 2018年5月10日  | T12.15624 | 15.51                 |
| 薛爾登和艾米的婚禮日子到了，眾多親朋好友出席，包括艾米霸道的母親福勒夫人和文靜的父親拉利·福勒，薛爾登的母親瑪麗，哥哥佐治，還有懷第二胎的姐姐米西。馬克·漢米爾接替威爾·惠頓擔任薛爾登和艾米的婚禮主禮，因為霍華德歸還了他丟失的狗，他以此作為回報。薛爾登無法讓他的領結對稱，而與艾米和他母親的談話讓他頓悟了超不對稱（對應現實中未解決的物理學問題超对称）。薛爾登、艾米和里安納在婚禮上忙於搞清楚這個理論的數學，咸美被迫回答《星球大戰》的問題來拖延時間。潘妮找回了這對準夫妻，他們決定進行婚禮後再用餘生時間一起研究科學。艾米和薛爾登交換了他們的誓言；艾米背誦了一系列發自內心的誓言，讓薛爾登在回應她充滿愛意的演講之前一時不知所措。當克里普克在背景中唱歌時，薛爾登和艾米被宣佈為夫妻。 標題出處: 薛爾登的領結保持不對稱。 |             |                                             |               | |                |           |                       |